# Сурськ (Нижньогородська область)
Сурськ (рос. Сурск) — присілок в Вачському районі Нижньогородської області Російської Федерації.
Населення становить 7 осіб. Входить до складу муніципального утворення Казаковська сільрада.

## Історія
Від 2009 року входить до складу муніципального утворення Казаковська сільрада.

## Населення
| 1859 | 1905 | 1926 | 1999 | 2002 | 2010 |
| ---- | ---- | ---- | ---- | ---- | ---- |
| 280  | ↗288 | ↗316 | ↘37  | ↘18  | ↘7   |